# Mönch von Salzburg

Das Ave Maria des Mönchs von Salzburg. Aus der Mondsee-Wiener Liederhandschrift (Mitte 15. Jahrhundert)

Der Mönch von Salzburg war ein Liederdichter und Komponist des Spätmittelalters von europäischer Bedeutung. Mit über 100 Handschriften ist er derjenige Lyriker aus dem Mittelalter mit der größten Überlieferungsbreite.

## Leben und Werk
Am Hof des Salzburger Fürsterzbischofs Pilgrim II. von Puchheim (1365–1396) wirkte der anonym gebliebene Mönch von Salzburg, von dem 50 frühneuhochdeutsche Liebeslieder, sieben weitere weltliche, vor allem Trinklieder, und rund 50 geistliche Lieder überliefert sind. Die Autorenschaft ist dabei nicht überall geklärt. Seine Lieder waren und sind teilweise bis heute sehr populär, sie liegen in mehr als hundert Abschriften vor. Drei dieser Abschriften der weltlichen Lieder nennen jeweils einen anderen Namen als Autor der Lieder: den Benediktinermönch „Herman“, den Dominikaner „Mayster Hanns“ und den „gelerrten herr her Johans ain Munich“, drei Sammlungen geistlicher Lieder nennen einen Jakob von Mühldorf, einen Peter von Sachsen und einen Leutpriester Martin.
Es bleibt sehr unwahrscheinlich, dass es sich beim Mönch von Salzburg um Pilgrim selbst handelt, auch wenn ein von ihm verfasster Minnebrief aus dem Jahre 1392 darauf hinzudeuten scheint.
Franz Viktor Spechtler, ehemaliger Professor für Ältere Deutsche Sprache und Literatur an der Universität Salzburg, stellt in seinem Buch über die geistlichen Lieder fest: „Wir werden den gelehrten Dichter und Komponisten, dessen Verbindungen zum Landesfürst und zu einem kunstbeflissenen Kreis von Klerikern klar zu erweisen ist, bei künftigen Arbeiten eher am erzbischöflichen Hof und im Domkloster (seit 1122 mit der Tradition eines Augustiner-Chorherrenstiftes) zu suchen haben als beim Benediktinerstift St. Peter.“ Er begründet dies auch damit, dass sich alle vom Mönch übertragenen Sequenzen im Graduale des Augustiner-Kollegiatstiftes St. Castulus zu Moosburg des Jahres 1360 wiederfinden. Der germanistische Mediävist Burghart Wachinger siedelt den Mönch dagegen nicht bei den Domherren, sondern bei den Benediktinern an und ordnet der These, der Mönch könne im Domkloster gelebt haben, nur eine geringe Wahrscheinlichkeit zu.
Tatsächlich ist das geistliche Liedschaffen des Mönchs von Salzburg als das wichtigste Zeugnis des volkssprachlichen geistlichen Gesanges im Spätmittelalter für den gesamten deutschen Sprachraum anzusehen, so Hans Waechter. Die vorherrschenden Formen sind dabei der Hymnus, die Sequenz und das geistliche Gemeindelied. Diese volkssprachlichen Gesänge zählten im Spätmittelalter mit zum festen Bestandteil der kirchlichen Liturgie.
Die geistlichen Lieder des Mönchs von Salzburg stehen unter Verwendung älterer deutscher Liedtraditionen (Töne) und folgen den großen Festen des Kirchenjahres, dem Weihnachtskreis und dem Osterkreis, sowie dem Dreifaltigkeitssonntag und Fronleichnam, oder aber befassen sich mit Heiligenfesten sowie dem Liederkreis um Maria. Lateinische Hymnen und Sequenzen wurden dabei vom Mönch von Salzburg eingedeutscht, ein einziges Lied ist in lateinischer Sprache verfasst (O Maria pia). Öfters bilden die Dichtungen Akrosticha, bei denen die Anfangsbuchstaben der Zeilen sinnvolle Wörter ergeben.
Die Liebeslieder stehen nicht mehr in der Tradition der klassischen Minneliedern der Hohen Minne, die Liebe zwischen Mann und Frau ist nicht unerreichbar. Sehnsucht, Angst und Eifersucht werden ebenso genannt, Hass auf die Nebenbuhler und Wut über Schwätzer und Neider. Spaß und Sorgen sind beide gegenwärtig.
Der Mönch von Salzburg griff als erster deutscher Komponist die Mehrstimmigkeit für seine Lieder auf. Er schrieb den ersten deutschsprachigen Kanon Martin, lieber Herre mein (im Original: Martein, lieber herre, „ain radel von drein stymmen“). Durch ihn ist das Weihnachtslied Joseph, lieber Joseph mein (im Original: Joseph, lieber nefe mein, hilf mir wiegen mein kindelein) auf die Melodie des älteren lateinischen Liedes Resonet in laudibus überliefert, dessen deutscher Text möglicherweise von ihm stammt. Er ist auch der Verfasser des so genannten Planetenkinderliedes. Seine Melodie eines Tischsegens verwendete Martin Luther in seinem Lied Vater unser im Himmelreich. Die wichtigste Handschriftensammlung mit den meisten Dichtungen ist die Mondsee-Wiener-Liederhandschrift des Salzburger Goldschmieds Peter Spörl, die sich heute in der Österreichischen Nationalbibliothek befindet.

## Die geistlichen Lieder des Mönchs von Salzburg

### Weihnachtskreis
- Maria keusche muter zart
- Von anegeng der sunne klar
- Joseph, lieber nefe mein
- Mein trost, Maria, raine mait
- Besniten wirdigkleichen
- Eia herre got, was mag das gesein

### Vom Sonntag nach Epiphanias zur Passionszeit
- Ave, meres sterne
- Maria pis gegrüsset
- Des menschen liebhaber
- Do got in dem throne sas
- Maidleich pluem, der jungkfrawn kron
- Von unnser vrawen mitleiden

### Osterkreis
- Die nacht wirt schir des himels gast ("Des Munichz passion")
- Maria stuend mit swidem smerzen
- Eia der grossen liebe
- Kunig Christe, macher aller ding
- Heiligs kreuz, ein paum gar aine
- Schepher und weiser pist
- Sälig sei der selden zeit
- Aller werlde gelegenhait
- Sig und säld ist zu bedewten
- Christus erstuend mit siges van
- Grüest seist, heiliger tag
- Kum hochfeierliche zeit
- Kum senfter trost heiliger geist
- Kum her schepher heiliger geist
- Kum heiliger geist

### Dreifaltigkeitstag bis Kirchenjahr-Ende
- Herr, got allmechtig, drei person
- Git in drivaldikait ainvalt
- In gotes namen
- Ave, lebendes oblat
- Lobt all zungen des ernreichen
- Lob, o Sion, deinen hailer
- Das hell aufklimmen deiner diener stimmen
- Uns kunden all zwelf poten gar
- Muter guter sach die pest
- Wir süllen loben all die raine
- Magd hochgeporen
- Freu dich Sion, das augangen

### Allgemeine Marienlieder
- Ave, Balsams Creatur
- Pluom gezartet, ros an doren
- Richer schatz der höchsten freuden
- Ave, grüest pist, magtleich frome
- Ich gruss dich gerne
- Salve grüest pist, mueter hailes
- Got grüeß dich, meuter unsers herren
- O Maria pia

### Allgemeine Lieder zu den Tageszeiten
- Allmächtig got herr Jesu Christ
- Christe du bis liecht und der tag
- O du selige drifaltikait

### Werkausgaben
- Franz Viktor Spechtler (Hrsg.): Die geistlichen Lieder des Mönchs von Salzburg. De Gruyter, Berlin 1972 (= QF NF 51), ISBN 3-11-001847-0.
- Franz Viktor Spechtler (Hrsg.), Christoph Wilhelm Aigner (Übers.): Der Mönch von Salzburg. Die weltliche Dichtung. Otto Müller, Salzburg 1995, ISBN 3-7013-0900-0.
- Franz Viktor Spechtler (Hrsg.): Der Mönch von Salzburg. Sämtliche Lieder. Wieser, Klagenfurt / Celovec 2004, ISBN 3-85129-424-6.
- Johannes Heimrath, Michael Korth u. a. (Hrsg.): ich bin du und du bist ich. Der Mönch von Salzburg. Lieder des Mittelalters. Heimeran, München 1980, ISBN 3-7765-0288-6.
- Christoph März (Hrsg.): Die weltlichen Lieder des Mönchs von Salzburg. Niemeyer, Tübingen 1999, ISBN 3-484-89114-9.

### Sekundärliteratur
- unbekannter Autor: Johannes von Salzburg. In: Allgemeine Deutsche Biographie (ADB). Band 14, Duncker & Humblot, Leipzig 1881, S. 472 .
- Karl Bartsch: Hermann von Salzburg. In: Allgemeine Deutsche Biographie (ADB). Band 12, Duncker & Humblot, Leipzig 1880, S. 165 .
- Friedrich Wilhelm Bautz: Hermann, der „Mönch von Salzburg“. In: Biographisch-Bibliographisches Kirchenlexikon (BBKL). Band 2, Bautz, Hamm 1990, ISBN 3-88309-032-8, Sp. 753–754.
- Horst Brunner: Geschichte der deutschen Literatur des Mittelalters im Überblick (= RUB 9485). Reclam, Stuttgart 2003, ISBN 3-15-009485-2, S. 300, 309.
- Thomas Cramer: Geschichte der deutschen Literatur im späten Mittelalter. München 1990, ISBN 3-423-30779-X, S. 36–38
- Lieselotte von Eltz: Mönch von Salzburg. In: Biographisch-Bibliographisches Kirchenlexikon (BBKL). Band 26, Bautz, Nordhausen 2006, ISBN 3-88309-354-8, Sp. 976–980 (Artikel/Artikelanfang im Internet-Archive).
- Christoph März: Mönch von Salzburg. In: Ludwig Finscher (Hrsg.): Die Musik in Geschichte und Gegenwart. Zweite Ausgabe, Personenteil, Band 12 (Mercadante – Paix). Bärenreiter/Metzler, Kassel u. a. 2004, ISBN 3-7618-1122-5 (Online-Ausgabe, für Vollzugriff Abonnement erforderlich)
- Margarete Payer: Das religiöse Weltbild des Mönchs von Salzburg in den geistlichen Liedern G 33, G 34, G 37 und G 46. Kümmerle, Göppingen 2000, ISBN 3-87452-915-0.
- Franz Viktor Spechtler: Mittelalterliche Liedforschung. In: Jahrbuch der Oswald-von-Wolkenstein-Gesellschaft 1, 1981, ISSN 0722-4311.
- Franz Viktor Spechtler: Mönch von Salzburg. In: Neue Deutsche Biographie (NDB). Band 17, Duncker & Humblot, Berlin 1994, ISBN 3-428-00198-2, S. 657 f. (Digitalisat).
- Peter Sühring: „Schwierige Lieder“ – volkssprachlich, binär, zweistimmig. Gustav Jacobsthals Arbeit an der „Mondsee-Wiener“-Liederhandschrift des Mönchs von Salzburg (A-Wn, Cod. 2856). Eine Hinführung. In: Die Musikforschung. 78, 2025, Nr. 2, S. 99–115.
- Burghart Wachinger: Mönch von Salzburg. In: Kurt Ruh et al. (Hrsg.): Die deutsche Literatur der Mittelalters. Verfasserlexikon. 2. Auflage. Band 6: Marienberger Osterspiel – Oberdeutsche Bibeldrucke. De Gruyter, Berlin 1987, ISBN 3-11-010754-6, Sp. 658–670.
- Burghart Wachinger: Der Mönch von Salzburg. Zur Überlieferung geistlicher Lieder im späten Mittelalter (= Hermaea. Germanistische Forschungen, Neue Folge, 57). Niemeyer, Tübingen 1989, ISBN 3-484-15057-2.
- Hans Waechter: Die geistlichen Lieder des Mönchs von Salzburg. Untersuchungen unter besonderer Berücksichtigung der Melodien. Kümmerle, Göppingen 2005, ISBN 3-87452-976-2 (unter dem Titel Untersuchungen zu den geistlichen Liedern des Mönch von Salzburg zugleich Dissertation der Universität Salzburg, 2003).

## Tonträger
- Der Mönch von Salzburg. Eberhard Kummer, Elisabeth Guy-Kummer u. a./ Cesar Bresgen, Help Austria Records HAS 174 (1978).
- Ich bin du und du bist ich. Der Mönch von Salzburg. Bärengässlin, Johannes Heimrath, Michael Korth. pläne LP 88171 (1980). 
 Wiederveröffentlichung unter dem Titel: Der Mönch von Salzburg. Lieder des Mittelalters. pläne CD 88852.
- Mönch von Salzburg. Weltliche Lieder. Ensemble für frühe Musik Augsburg. Christophorus CHR 77176 (1995).
- Mönch von Salzburg. Lieder. Paul Hofhaimer Consort Salzburg. arte nova 74321 37316 2 (1996).
- Mönch von Salzburg. Nicodemus Passion. A medieval adaptation. Duo Enßle-Lamprecht, Susanne Ansorg. Audax Records ADX 11212 (2024).[4]

### Hörbeispiele
- „Das Kühhorn“ (MP3-Datei; 461 kB) interpretiert vom Salzburger Ensemble für Alte Musik Dulamans Vröudenton